# Des animaux malades
Pour plus de détails, voir Fiche technique et Distribution.
Des animaux malades (Animale bolnave) est un film roumain réalisé par Nicolae Breban, sorti en 1970.

## Fiche technique
- Titre : Des animaux malades
- Titre original : Animale bolnave
- Réalisation : Nicolae Breban
- Scénario : Nicolae Breban
- Photographie : Aurel Kostrachievici
- Pays :  Roumanie
- Genre : Policier
- Durée : 121 minutes
- Dates de sortie : 
  -  France : 1970 (Festival de Cannes)

## Distribution
- Mircea Albulescu
- Ion Dichiseanu
- Emilia Dobrin
- Dan Nutu

## Distinctions
Le film a été présenté en sélection officielle en compétition au Festival de Cannes 1971.